# La Redonda
La Redonda è un comune spagnolo di 104 abitanti situato nella comunità autonoma di Castiglia e León.